# Списак српских физичара
Најзначајнији физичари српског порекла, или који су стварали у Србији су:
- Коста Алковић (1836—1909)
- Руђер Бошковић (1711—1787)
- Јасмина Вујић (1953)
- Милан Дамњановић (1953)
- Павле Јакшић (1913—2005)
- Марко Вукобрат Јарић (1952—1997)
- Драгољуб Јовановић (1891—1970)
- Немања Калопер (1963)
- Стеван Коички (1929—2007)
- Никола Коњевић (1940)
- Милан Курепа (1933—2000)
- Богдан Маглић (1928—2017)
- Ратко Јанев (1939—2019)
- Звонко Марић (1931—2006)
- Милева Марић-Ајнштајн (1875—1948)
- Стеван Марковић (1860—1945)
- Милутин Миланковић (1879—1958)
- Божидар С. Милић
- Александар Милојевић
- Милорад Млађеновић
- Михајло Пупин (1854—1935)
- Јагош Пурић (1942)
- Милан Распоповић (1936)
- Велимир Роглић
- Павле Савић (1909—1994)
- Ђорђе Станојевић (1858—1921)
- Коста Стојановић (1867—1921)
- Атанасије Стојковић (1773—1832)
- Душан Стошић (1929)
- Никола Тесла (1856—1943)
- Федор Хербут (1932)
- Ђорђе Шијачки (1947)
- Милован Шуваков (1979)